# 南條早紀
南條 早紀（なんじょう さき、1990年11月18日 - ）は、フリーアナウンサー。
元富山テレビのアナウンサー。愛称は南條ちゃん、早紀ちゃん。元スプラウト所属。妹は、日本女子サッカーリーグ「ASハリマアルビオン」に所属している南條里緒である。

## 来歴・人物
千葉県千葉市出身。身長160cm。趣味は手芸、ネイル、歌、踊ること、食べること。特技は絵本の読み聞かせ。
東京家政大学家政学部児童学科卒業。保育士資格・幼稚園教諭の免許を取得。大学在学中は読者モデルとして活動。
2013年4月から始まったBS日テレのイチオシ!2泊3日の旅に旅人として2014年9月まで出演。
2015年10月、富山テレビ入社。
2016年 FNSアナウンス大賞 新人部門 奨励賞受賞。
2017年 FNSアナウンス大賞 番組部門受賞。
千葉県の出身ながら富山が好きと公言している。Twitterでは#富山のここが好きと愛をたびたび語る。
魚が好きで日本さかな検定（通称：ととけん）の中級程度である２級を保持。
趣味は温泉巡り。温泉ソムリエの資格を持ち、100か所以上の温泉を巡っている。
2021年に第一子を妊娠。出産と子育てに専念するため、同年12月末、富山テレビ退社。2022年3月20日、第一子となる長女を出産した。
2023年6月、東京へ転居とともに第二子の妊娠を公表した。

## 出演

### 過去
- BBTチャンネル8（ぶらっ歩とやま）
- 元気とやま みんなのクイズ（～2021年3月）
- 8カフェフライデー（FMとやま／2017年10月－2020年3月）
- FNS各局対抗！格付けニッポン！最強グルメNO.1決定戦！（2016年3月31日（木） 21:30～23:48　フジテレビ）
- めざましテレビ　中継
- 2017年 タモリカップ富山大会 MC。
- 2018年 タモリカップ富山大会 MC。
- 2019年3月〜2021年12月18日フルサタ!MC（土　11：24～）
- 2016年4月〜サ・キ・ド・リ！MC（月～金　14:45～）
- BBTスペシャル・志の輔バラエティ 越中theナロー賞（不定期）
- 海と日本プロジェクトin富山 推進リーダー（～2016年）
- BBTニュース
- FNN北陸中日新聞 日曜夕刊

### 富山テレビ入社前
- イチオシ!2泊3日の旅（BS日テレ／2013年4月 - 2014年9月）
- そんなバカなマン（フジテレビ／2015年）
- gee up sprout (2015年4月4日)